# 모라토리엄
지급 유예(支給猶豫) 혹은 지불 유예(支拂猶豫), 지급 연기(支給延期), 모라토리엄(moratorium)은 전쟁·천재(天災)·공황 등에 의해 경제계가 혼란하고 채무이행이 어려워지게 된 경우 국가의 공권력에 의해서 일정기간 채무의 이행을 연기 또는 유예하는 일을 말한다. 이 용어는 주로 주체가 국가일 때 널리 사용된다.
신용의 붕괴로 인하여 채무의 추심이 강행되면 기업의 도산(倒産)이 격증하여 수습할 수 없게 될 우려가 있으므로, 일시적으로 안정을 도모하기 위한 응급조치로서 발동된다.  원래 프랑스에서 비롯된 제도인데 세계 각국에서 채용하게 되었다. 국제적으로 전형적인 예는 제1차 세계대전 후의 독일의 배상금 지불과 관련된 것으로, 당시 배상금은 1,320억 마르크라는 엄청난 금액이었다. 독일은 연차적으로 분할지급하고 있었으나 자금의 대부분은 외국으로부터의 단기차입금으로 충당되었다.  그러던 중 1930년 나치스의 대두로 독일 정치의 불안은 가중되고 외국 단기자본의 인상·유출이 격화, 독일은행은 차례로 도산하였다. 환시세의 폭락·화폐금융제도의 대혼란 등 비상사태가 발생, 이에 트랜스퍼 모라토리엄이 1933년 발동됨으로써 독일은 괴멸 직전에서 가까스로 회생하고 국제금융시장에 많은 문제를 남겼다.   또, 1931년 세계공황의 심각화에 대처하기 위해 미국의 대통령 후버가 유럽 제국의 대미전채(對美戰債)에 대하여 1년의 지불유예를 한 것이 그 예인데, 이를 후버 모라토리엄이라고 한다.  한국은 1997년 12월 극심한 경제위기와 그에 따른 수많은 기업의 도산으로 경제상황이 악화되자 3개월간의 지불유예 기간을 정하였다. 2010년 7월 12일에 대한민국 역사상 최초로 지방자치단체인 경기도 성남시에서 지불유예 선언을 하였다.
지급 유예는 전체 부채에 대한 유예 혹은 부분적 유예의 형태가 있다. 예를 들어 페루의 알란 가르시아 대통령은 소위 "10 퍼센트 해결책"을 이행했는데, 이는 수출로 벌어들인 돈의 10%만 채무 변제에 사용한다는 것이었다.
1회 이상 모라토리엄을 선언한 국가로는 페루, 브라질, 멕시코, 아르헨티나, 미국, 러시아가 있다.

## 참고 자료
- 이 문서에는 다음커뮤니케이션(현 카카오)에서 GFDL 또는 CC-SA 라이선스로 배포한 글로벌 세계대백과사전의 내용을 기초로 작성된 글이 포함되어 있습니다.